# Tempête tropicale Chris (2006)
La tempête tropicale Chris est la 3e tempête tropicale de la saison cyclonique 2006 pour le bassin de l'océan Atlantique. Le nom Chris avait déjà été utilisé en 1982, 1988, 1994 et 2000.

## Évolution météorologique
Dans la dernière semaine de juillet 2006, une onde tropicale prononcée a quitté la côte africaine et a dérivé lentement vers l'ouest. Étant donné la présence d'air très sec en provenance du désert saharien, elle ne put se développer avant le 31 juillet.
Tard le 31 juillet, l'onde s'organisa en dépression tropicale. Tôt le 1er août, la dépression atteignit l'intensité de tempête tropicale, que le National Hurricane Center désigna sous le nom de Chris.
Elle se déplaça vers le nord-ouest, longeant l'arc des Petites Antilles, et s'intensifia graduellement. Le 2 août,  son intensité plafonna avec des vents soutenus à 100 km/h, au nord-est des îles Vierges américaines.
Le NHC estima plausible une intensification en ouragan en atteignant les Bahamas, mais Chris fut affecté par des vents cisaillants et se désorganisa. Le 4 août, la tempête tropicale fut rétrogradée au rang de dépression tropicale, puis tôt le 5 août 2006, approchant les côtes cubaines, les nuages convectifs se dissipèrent, laissant un simple creux.